# The SpongeBob SquarePants Movie (jogo eletrônico)

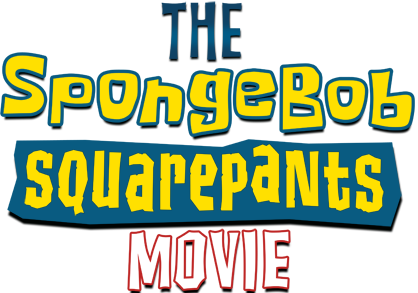
Logo do filme

The SpongeBob SquarePants Movie é um jogo eletrônico de 2004 baseado no filme animado/live-action de mesmo nome (por sua vez baseado na série animada de televisão da Nickelodeon SpongeBob SquarePants) e publicado pela THQ para PlayStation 2, Xbox, Nintendo GameCube, Microsoft Windows e plataformas Game Boy Advance. As versões para PlayStation 2, Xbox e GameCube foram desenvolvidas pela Heavy Iron Studios. A versão para Game Boy Advance foi desenvolvida pela WayForward Technologies. A versão para Microsoft Windows foi desenvolvida pela AWE Games. A maior parte do elenco do filme reprisa seus papéis. 
De acordo com o Metacritic, o jogo recebeu críticas mistas e favoráveis. O jogo foi portado para o PlayStation 3 em 2012.

## Enredo
O enredo do videogame é baseado no filme, embora as liberdades sejam tomadas ocasionalmente. A coroa do Rei Netuno foi roubada por Plankton e Bob Esponja e Patrick deve recuperá-la da Cidade das Conchas e salvar a Fenda do Biquíni.

## Elenco de voz
- Tom Kenny como Bob Esponja, Gary o Caracol e Narrador Francês.
- Bill Fagerbakke como Patrick Estrela
- Clancy Brown como Seu Siriguejo
- Mr. Lawrence como Plankton
- Jeffrey Tambor como Rei Netuno
- Scarlett Johansson como Mindy
- Fred Tatasciore como Dennis

### Vozes adicionais
- Fred Tatasciore
- Jim Wise
- Scott S. Bullock
- Debi Mae West
- James Kevin Ward

## Recepção
De acordo com o Metacritic, as versões para GameCube, PC e Xbox de The SpongeBob SquarePants Movie receberam "críticas mistas ou médias", enquanto a versão PS2 recebeu "críticas geralmente favoráveis". Em GameRankings, a versão GBA tem uma classificação de 53 por cento.

### Versões de console
Juan Castro da IGN, que analisou as versões do console doméstico, afirmou que "O filme SpongeBob SquarePants oferece uma mistura divertida (e muitas vezes desafiadora) de sequências de plataforma e direção. Os controles reagem bem e a câmera raramente atrapalha sua visão da ação. o humor do show praticamente escoa de cada concha e leito de algas que você atravessa".A versão de PS2 foi notada pela revista Play como "um jogo de plataforma AAA completo".
Louis Bedigian da GameZone, que revisou a versão para Xbox, sentiu que o jogo não tirava proveito dos recursos gráficos do sistema e escreveu: "As cut scenes são mais como storyboards do que sequências de filmes. Você não consegue ver muitos clipes de o filme, apenas fotos tiradas de cenas específicas. Por que eles fariam isso quando todos os outros jogos baseados em filmes usam sequências em tempo real, se não clipes reais do filme? [...] Isso pode ser uma decepção para os jogadores que esperam voltar -viva a magia do filme através de um jogo. Durante o jogo, você se divertirá com diálogos divertidos, mas as sequências de filmes são um tédio." Bedigian concluiu que crianças pequenas iriam gostar do jogo, exceto pela "frustração" dos níveis de direção devido aos controles, que ele escreveu, "não são '.
Anise Hollingshead da GameZone elogiou a versão do GameCube por seus gráficos e música, mas observou que "provavelmente poderia haver mais" efeitos sonoros para "uma experiência melhor". Hollingshead, que sentiu que o jogo não era tão divertido quanto SpongeBob SquarePants: Battle for Bikini Bottom, também observou que os níveis baseados em plataforma do jogo não eram tão divertidos quanto os níveis de corrida, "Talvez porque eles sejam escuros e mal iluminados para na maior parte, ou porque se sentem pequenos e contidos." Hollingshead escreveu que o jogo provavelmente era melhor para jogadores mais velhos por causa da "ligeira dificuldade em algumas das sequências de salto e as corridas longas".

### Outras versões
A Nintendo Power, revisando a versão GBA, notou a habilidade de mudar caminhos ao longo do jogo, mas escreveu que "algumas áreas são mais difíceis de alcançar do que deveriam ser, tornando a plataforma complicada às vezes." Hollingshead criticou a versão GBA por sua jogabilidade repetitiva e sua inclusão de Patrick como um personagem jogável, escrevendo que "apesar da aparência de uma dupla parceria no jogo, rapidamente se torna evidente que é realmente apenas um personagem jogável que foi fundido a partir de dois. " Hollingshead escreveu que "ao contrário das versões de console, a história aqui parece contida e não faz muito para unir os níveis de qualquer maneira coesa." Hollingshead elogiou os gráficos e escreveu que a música era "a melhor parte do jogo", mas concluiu que as versões para console "são muito mais divertidas".
Hollingshead elogiou a versão para PC por seus gráficos e som e escreveu: "O humor do programa de TV foi muito bem traduzido para este jogo de computador e alguns dos diálogos são uma confusão. Todos os personagens têm coisas engraçadas a dizer, e há muitas piadas visuais também. Jogar como Plankton foi uma ótima ideia, e as crianças vão adorar ouvir o diminuto aspirante a governante do mal enquanto ele comenta sobre as pessoas e coisas ao seu redor. " No entanto, Hollingshead - que sentiu que o jogo seria o melhor para crianças com idades entre 6 e 10 anos - escreveu que "é um jogo curto, e como a aventura é a mesma todas as vezes, não há muito valor de repetição aqui."
Kristen Salvatore, da Computer Gaming World, sentiu que a versão para PC e seus quebra-cabeças atrairiam principalmente crianças, mas escreveu que as pessoas que esperavam "jogar" o filme ficariam desapontadas. Levi Buchanan da IGN, que revisou a versão do jogo para celular, elogiou seus gráficos, mas criticou sua simplicidade. Buchanan escreveu que o jogo "certamente tem muito charme e personalidade bobos", mas concluiu que era "uma espécie de decepção" em comparação com os jogos anteriores do Bob Esponja para celular, bem como a "versão de console bastante divertida do jogo".
A versão GBA vendeu cerca de 780.000 cópias; em agosto de 2006, o jogo foi classificado em 25º lugar na lista da revista Edge dos "50 melhores jogos portáteis do século", organizada por número de cópias vendidas.

## Porte de PlayStation 3
Em 5 de fevereiro de 2012, foi anunciado que The SpongeBob SquarePants Movie chegaria à PlayStation Store como um PS2 Classic em 7 de fevereiro de 2012. O porte foi mal recebido devido a vários problemas técnicos, incluindo grande atraso de entrada, som atrasos de até um segundo durante cutscenes no motor e esticar a tela 4:3 para preencher uma proporção de 16:9. O porte foi removido da PlayStation Store logo após o lançamento, sem nenhuma explicação oficial sobre sua remoção.